# Torreiglesias
Torreiglesias es un municipio y localidad española de la provincia de Segovia, en la comunidad autónoma de Castilla y León. El término municipal tiene una población de 256 habitantes (INE 2024).

## Geografía

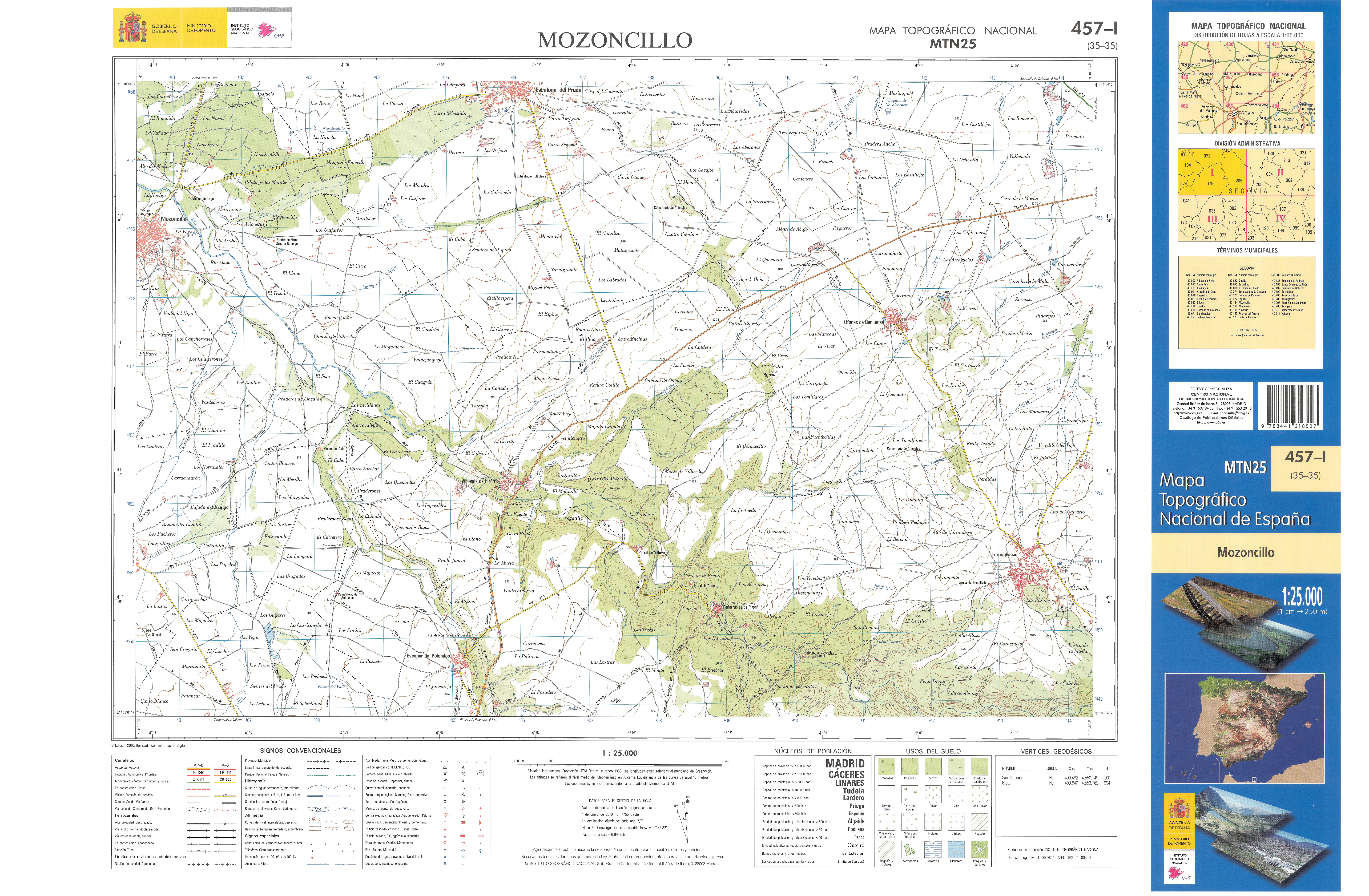
Fragmento de la hoja 457 del Mapa Topográfico Nacional de España de 2010 en el que se representa parte de Torreiglesias

Se encuentra a 30 km de la capital provincial, enclavado en una zona llana, a unos 1000 m sobre el nivel del mar, y en las cercanías de la sierra de Guadarrama. En el término municipal se encuentran las siguientes localidades:
- Losana de Pirón, municipio independiente hasta 1970,[2][3] se constituye como Entidad Local Menor en 1986.[4]
- Otones de Benjumea, municipio independiente hasta 1972.[2][5]
- Torreiglesias (capital del municipio).

| Noroeste: Escalona del Prado  | Norte: Sauquillo de Cabezas  | Noreste: Turégano                                 |
| Oeste: Escobar de Polendos    |                              | Este: Turégano                                    |
| Suroeste: Cabañas de Polendos | Sur: Adrada de Pirón, Brieva | Sureste: enclave de Tenzuela (Pelayos del Arroyo) |

En el término municipal confluyen el río Viejo y el río Pirón.

## Historia
Hay presencia de restos del Neolítico en la cueva de la Vaquera, llamada también de Fuente Dura. Situada en Losana de Pirón en las proximidades del río Pirón y el río Viejo.
Hacia mediados del siglo XIX, el lugar tenía contabilizada una población de 499 habitantes. Aparece descrito en el decimoquinto volumen del Diccionario geográfico-estadístico-histórico de España y sus posesiones de Ultramar de Pascual Madoz de la siguiente manera:

TORREIGLESIAS: l. con ayunt. de la prov., part. jud. y dióc. de Segovia (4 leg.), aud. terr. de Madrid (18), c. g. de Castilla la Nueva: sit. en una pequeña altura, le combaten todos los vientos, y su clima es sano: se compone de 140 casas, la de ayunt., escuela de primeras letras, comun á anbos sexos, dotada con 1,100 rs. pagados de propios y 12 fan. de trigo con que contribuyen ademas los padres de los 80 alumnos que á ella concurren; una igl. parr. (la Asuncion de Ntra. Sra.), con curato de segundo ascenso y de provision ordinaria; un campo santo, que aunque contiguo á la igl. por la parte N., no perjudica á la salud pública, y dos fuentes de buenas aguas, una en cada barrio, de las cuales se utilizan los vec. para sus usos y el de los ganados. El térm. confina N. Turégano; E. Carrascal de la Cuesta; S. Losana, y O. Cobatillas y Peñasrubias: se estiende 3/4 leg. de N. á S., y 5/4 de E. á O., y comprende el cas. de Cobatillas (V.). El terreno es llano en la parte del E. y N., pero en la del S. y O. es de cuestas pedregosas, y por lo general muy quebrado; hay unas 2,312 obradas en esta forma; tierras labrantias de primera calidad 100, de segunda 800, dos montes de encinas 600, una lastra 600, y lo demas praderas para los ganados: le cruza un arroyo sin nombre, que interrumpe su curso en la estacion del estío, el cual se introduce en el r. Piron: con sus aguas se riegan los prados y linares, y muele un molino harinero. caminos: de herradura que dirigen á los pueblos limítrofes, y el que de Segovia conduce á Turégano. prod.: trigo, cebada, centeno, lino, garbanzos y patatas; mantiene ganado lanar y vacuno; y cria abundante caza de liebres, perdices y conejos; en la referida lastra hay muchas y grandes canteras de piedra blanca, firme y de muy buena vista; algunas han sido beneficiadas. ind.: la agrícola y algunos tejedores de lienzos. pobl.: 132 vec., 499 almas. cap. imp.: 67,816 rs. contr.: 20'72 por 100.
(Madoz, 1849, p. 84)

## Demografía
Cuenta con una población de 256 habitantes (INE 2024).
| Gráfica de evolución demográfica de Torreiglesias entre 1828 y 2021 |
| |
| Población según el Diccionario geográfico-estadístico de España y Portugal de Sebastián Miñano. Población de derecho según los censos de población del INE Población de hecho según los censos de población del INEEntre el censo de 1970 y el anterior, crece el término del municipio porque incorpora a 40519 (Losana de Pirón) Entre el censo de 1981 y el anterior, crece el término del municipio porque incorpora a 40153 (Otones de Benjumea) |

## Administración y política
| Periodo   | Nombre                                                                | Partido |
| --------- | --------------------------------------------------------------------- | ------- |
| 1979-1983 | Valentín Escudero Bravo                                               | UCD     |
| 1983-1987 | Fernando Vírseda Martín                                               | PSOE    |
| 1987-1991 | Valentín Escudero Bravo                                               | PDP     |
| 1991-1995 | Raimundo Martín Otero                                                 | PP      |
| 1995-1999 | Juan Javier Gil Gimeno                                                | PP      |

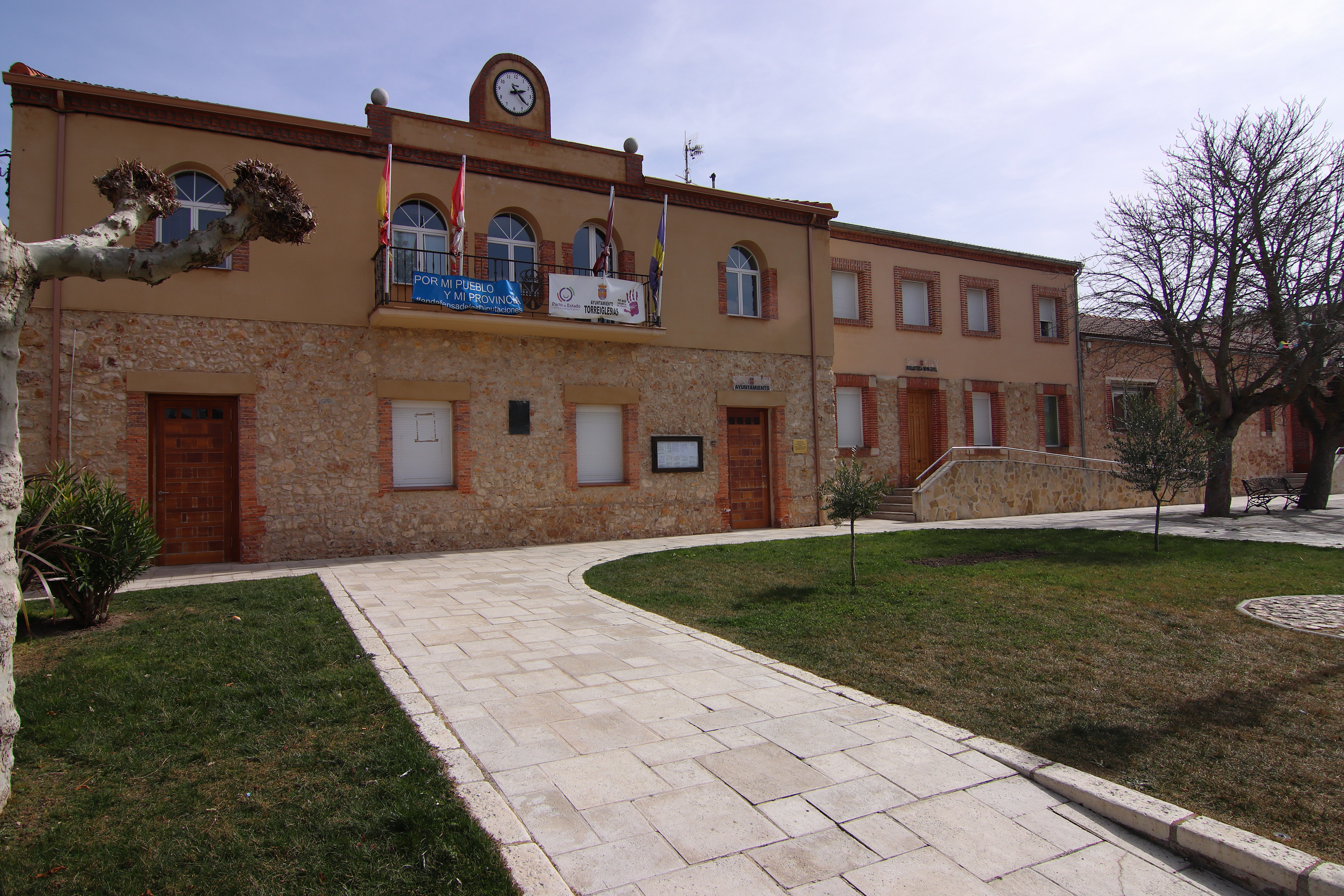
Casa consistorial

| 1999-2003 | Juan Javier Gil Gimeno (1999-2001)Mario Pastor de la Cruz (2001-2003) | PP      |
| 2003-2007 | Mario Pastor de la Cruz                                               | PP      |
| 2007-2011 | Mario Pastor de la Cruz                                               | PP      |
| 2011-2015 | Mario Pastor de la Cruz                                               | PP      |
| 2015-2019 | Mario Pastor de la Cruz                                               | PP      |
| 2019-2023 | Mario Pastor de la Cruz                                               | PP      |
| 2023-act. | Mario Pastor de la Cruz                                               | PP      |

## Cultura

### Patrimonio

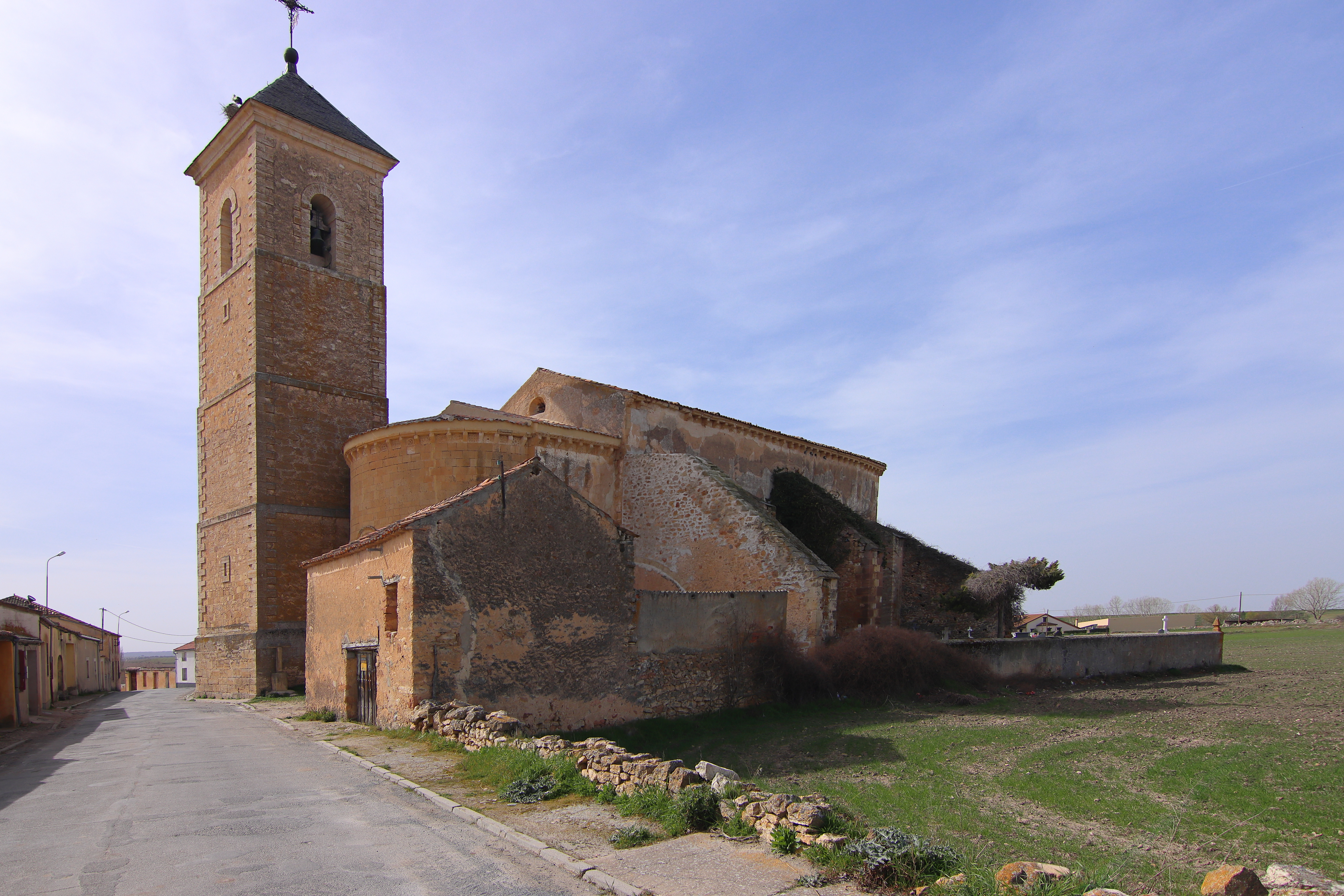
Iglesia de Nª Sra. de la Asunción

- Iglesia de Nuestra Señora de la Asunción, de origen románico;
- Corral de Máximo, antiguo refugio y jardín del anacoreta Máximo Segovia;
- Ermita del Santo Cristo del Humilladero;
- Puente romano de Covatillas, del siglo XVI en el antiguo Camino Real de Turégano;
- Caserío, molino y fuente del despoblado de Covatillas.[12]

### Fiestas
- Fiestas patronales de Santiago Apóstol, el 25 de julio, cuenta con una misa y una romería en la ermita de Santiaguito (Losana de Pirón) además de una paella popular en la pradera del río Pirón;
- Nuestra Señora de la Asunción y San Roque, el 15 y 16 de agosto.[13]

### Leyendas

#### Leyenda de El Tuerto de Pirón
El Tuerto de Pirón era un bandolero nacido en la localidad vecina de Santo Domingo de Pirón. Fernando Delgado Sanz, apodado el Tuerto de Pirón, robaba a los ricos, asaltaba iglesias y caminos, Torreiglesias fue uno de los lugares donde más actuó.

#### Leyenda de la ermita rupestre de Santiaguito
Otra de sus leyendas es la de la ermita rupestre de Santiaguito, que según cuenta era de Losana hasta que se la cambió a Torreiglesias por los prados ribereños. De aquí salió una coplilla que de buena gana repiten todos los del contorno, menos los vecinos de Losana de Pirón:

Si moros los de Losana no fueran,

no cambiarían santos por praderas.